# Jana Linke
Jana Linke (* 7. August 1990) ist eine deutsche Fußballspielerin.

## Fußball
Die Abwehrspielerin kam 2005 vom ESV Freiburg zum SC Freiburg, durchlief dort die U17 und die Oberligamannschaft (SC Freiburg II), bis sie 2008 in den Bundesligakader aufrückte.
Ihr Debüt im DFB-Pokal gab sie am 31. August 2008 im Spiel des SC Freiburg beim Regionalligisten 1. FFC Montabaur (Endstand 0:6). Linke wurde in der 70. Spielminute unter etwas kurios anmutenden Umständen für die verletzte Juliane Maier eingewechselt. Trainer Alexander Fischinger wollte eigentlich Noémie Freckhaus einwechseln, die zu diesem Zeitpunkt aber gerade unpässlich war.
In der Bundesliga debütierte sie am 5. Oktober, als sie in der Partie 1. FFC Frankfurt vs. SC Freiburg in der 77. Minute für Nadine Enoch eingewechselt wurde. Im Laufe der Saison reüssierte Linke als Stammspielerin in der Bundesliga und bildete mit Valeria Kleiner die jüngste Innenverteidigung der Bundesliga.

## Statistik
| - 1. Bundesliga - Saison 2008/2009, SC Freiburg 11 Spiele - Saison 2009/2010, SC Freiburg 2 Spiele (Stand: 6. Oktober 2009) | - DFB-Pokal - Saison 2008/2009, SC Freiburg 3 Spiele |